# 小行星5677
小行星5677（5677 Aberdonia）是一颗绕太阳运转的小行星，为主小行星带小行星。该小行星于1987年9月21日发现。

## 轨道参数
小行星5677的轨道半长轴为2.8348319 UA，离心率为0.0614197。